# Sædís Heiðarsdóttir
Sædís Rún Heiðarsdóttir (* 16. September 2004) ist eine isländische Fußballspielerin. Seit 2023 gehört die Mittelfeldspielerin zur isländischen A-Nationalmannschaft und steht seit 2024 beim norwegischen Verein Vålerenga IF unter Vertrag.

## Karriere

### Vereine
Sædís begann ihre Fußballkarriere beim lokalen Jugendverein Víkingur in Ólafsvík. Erste Wettkampferfahrungen sammelte sie ab 2017 in Jugendmannschaften des regionalen Zusammenschlusses Snæfellsnes in den Altersklassen U14 bis U16.
Im Jahr 2018 spielte sie unter anderem für Víkingur Ólafsvík und war Teil der U19-B-Mannschaft der Spielgemeinschaft aus den Vereinen Afturelding, Fram und Víkingur Ólafsvík. Parallel trat sie weiterhin für Snæfellsnes in verschiedenen Jugendwettbewerben an.
2019 war sie in mehreren Altersklassen aktiv, unter anderem in der U16-B-Mannschaft der Mädchen sowie in der U16-C-Mannschaft der Jungen.
Im Alter von 15 Jahren zog sie von zu Hause weg, um sich im Juni 2020 dem Verein UMF Stjarnan anzuschließen. Dort spielte sie bis Dezember 2023 in der Abwehr. Im Jahr 2022 erreichte sie gemeinsam mit dem Team den zweiten Platz im isländischen Ligapokal (Deildabikar) der Frauen, 2023 gelang dem Verein beim gleichen Turnier der erste Platz. Im April 2023 gewann Stjarnan außerdem den isländischen Supercup der Frauen (Meistarakeppni kvenna) durch ein Elfmeterschießen.
Anfang 2024 wechselte Sædís zum norwegischen Verein Vålerenga Oslo, wo sie erneut in der Verteidigung eingesetzt wurde. Sie unterschrieb einen Vertrag bis Ende 2026 und gewann im selben Jahr sowohl den norwegischen Fußballpokal der Frauen als auch die Meisterschaft. Durch den Meistertitel qualifizierte sich Vålerenga für die Champions League 2025/26.

### Nationalmannschaft
Von August 2019 bis September 2021 kam Sædís in zwei Spielen der U17-Nationalmannschaft zum Einsatz. Anschließend spielte sie bis Oktober 2023 in der U19-Auswahl und absolvierte insgesamt 15 Länderspiele, in denen sie zwei Tore erzielte. Seit September 2023 ist sie Teil der A-Nationalmannschaft. Dort wird sie als Mittelfeldspielerin eingesetzt. Bislang (Stand Mai 2025) bestritt sie 17 Länderspiele.
Am 13. Juni 2025 wurde sie für die EM-Endrunde 2025 nominiert. Sie wurde bei den drei Niederlagen ihrer Mannschaft, nach denen die Isländerinnen ausschieden, zweimal eingesetzt.

## Persönliches
Sædís Heiðarsdóttir war im Zeitraum von 24. April bis zum 21. Juni 2024 von einer unbekannten Verletzung betroffen.

## Erfolge
UMF Stjarnan
- Isländischer Ligapokal – Sieger 2023
- Isländischer Superpokal – Sieger 2023

Vålerenga Oslo
- Norwegische Meisterschaft – Sieger 2024
- Norwegischer Fußballpokal – Sieger 2024